# Bakarski Zaljev
Bakarski Zaljev är en vik i Kroatien.   Den ligger i länet Gorski kotar, i den centrala delen av landet, 130 km sydväst om huvudstaden Zagreb.